# Bree BBC
Bree BBC was een Belgische basketbalclub uit Bree. De club ging midden in het seizoen 2009-2010 echter failliet, na een lange strijd die jaren heeft geduurd. De club deed het op dat moment nochtans goed in de tweede klasse. Ze stonden derde in de ranglijst.

## Geschiedenis
De club werd opgericht in 1960 onder de naam VZW Breese Basketbalclub BBC en speelde altijd in de lagere klassen van het Belgische basketbal totdat het in 1996/1997 promoveerde. Na de promotie had Bree een moeilijke tijd om zich op het hoogste niveau te handhaven, maar eindigde negende in 1997 en twaalfde in 1998 wat goed genoeg was voor lijfsbehoud.
Vanaf dat moment begon de club haar positie te verbeteren. In 1999 werd de club wederom negende, maar in 2000 eindigde de club weer enkele plaatsen hoger en werd het zesde. 2001 was het jaar van de echte doorbraak. De club bereikte voor het eerst in haar bestaan de halve finales van het Belgisch kampioenschap en daarbovenop werd de aanbouw van het nieuwe stadion van de club afgerond. Vanaf dat moment zou Bree gaan spelen in de Expodroom, die plaats biedt aan ruim 3900 toeschouwers.
Spelend in de Expodroom reikte Bree opnieuw tot de halve finales van België in 2002. Maar net als in 2001 was de club niet sterk genoeg om Spirou Charleroi te verslaan. Daarna was het een aantal jaar stil rondom de club en draaide het wat anoniem mee in de competitie. In 2005 herleefde de club echter en behaalde het opnieuw de halve finale. Dit keer was Charleroi niet de tegenstander, maar moest men het opnemen tegen Mons-Hainaut. De tegenstander werd verslagen en Bree stond voor het eerst in de historie van de club in de finale van het kampioenschap. Tegenstander in deze finale was Spirou Charleroi. Na twee onfortuinlijke nederlagen in het verleden, was Bree ditmaal wel opgewassen tegen de club uit Charleroi en was de Belgische titel een feit. Zodoende maakte de club in 2005 haar debuut in de ULEB Cup en wist het zelfs al door te dringen tot de 1/8e finales waarin het Hapoel Migdal Jerusalem ontmoette.
Aan het eind van het seizoen 2005/2006 kwam de club vooral in het nieuws vanwege licentieproblemen.
Het aangekondigde vertrek van enkele basisspelers duwde Bree nog dieper in de put. De Belgische Basketbalcommissie besloot uiteindelijk om Basket Bree toch een licentie te geven. Zo kon de club het seizoen 2006/2007 toch aanvangen. In dat jaar eindigde de Limburgers op een tweede plaats na een verloren Playoffsfinale tegen Landskampioen Telindus Oostende. In de vierde wedstrijd van die finale eindigde de eerste wedstrijd op 75-74 maar die werd ongeldig verklaard na protest van Oostende. De rematch werd eveneens gewonnen door Bree met 77-76, na een score in de laatste seconde van Ben Ebong.
In het seizoen 2007/2008 eindigde Basket Bree in de reguliere competitie op de eerste plaats met 90 punten, maar kwam het, na de halve finale gewonnen te hebben van Okapi Aalstar met 2-0, in de finale te kort en verloor het met 0-3 van het sterrenteam Spirou Charleroi. De 2m12 grote block-shot specialist D'or Fischer werd uitgeroepen tot MVP van de competitie net voor ploegmaat Doron Perkins. Bree won een zee aan individuele prijzen want coach Don Beck werd ook nog uitgekozen als Beste coach van het jaar. In de Belgische cup kwamen de limburgers 1 miniem puntje te kort tegen Telindus Oostende om door te stoten naar de finale.
De club probeerde de ploeg voor het seizoen 2008-2009 rond te krijgen, toen hun licentie voor een verlengd verblijf in de Ethias League geweigerd werd. De club moest op staande voet naar tweede klasse. Ze speelden daar kampioen, maar door hun aanhoudende problemen bleven ze daar. Midden in het seizoen 2009-2010 kwam dan het einde aan deze basketbalclub ...

## Resultaten
| Seizoen | Niv. | Comp.         | Pos. | Play-offs       | Beker van België | Europa                  | W  | L  | Naam                     |
| ------- | ---- | ------------- | ---- | --------------- | ---------------- | ----------------------- | -- | -- | ------------------------ |
| 1996–97 | 1    | Ethias League | 9    | –               | –                | –                       | 10 | 16 | Brilcenter Bree          |
| 1997–98 | 1    | Ethias League | 12   | –               | –                | –                       | 10 | 16 | Hans Verkerk Bree        |
| 1998–99 | 1    | Ethias League | 8    | –               | –                | –                       | 12 | 14 | Hans Verkerk Bree        |
| 1999–00 | 1    | Ethias League | 6    | Quarterfinalist | –                | –                       | 13 | 13 | Hans Verkerk Bree        |
| 2000–01 | 1    | Ethias League | 6    | Halvefinalist   | –                | –                       | 16 | 10 | Bingoal Bree             |
| 2001–02 | 1    | Ethias League | 3    | Halvefinalist   | –                | 3 Korać Cup – Voorronde | 17 | 13 | Stretch-Top Bingoal Bree |
| 2002–03 | 1    | Ethias League | 5    | –               | –                | –                       | 13 | 13 | Quatro Bree              |
| 2003–04 | 1    | Ethias League | 5    | –               | –                | –                       | 14 | 22 | Quatro Bree              |
| 2004–05 | 1    | Ethias League | 2    | Kampioen        | –                | –                       | 23 | 13 | Euphony Bree             |
| 2005–06 | 1    | Ethias League | 2    | Halvefinalist   | –                | –                       | 21 | 11 | Euphony Bree             |
| 2006–07 | 1    | Ethias League | 4    | Finalist        | –                | –                       | 22 | 14 | Euphony Bree             |
| 2007–08 | 1    | Ethias League | 1    | Finalist        | Halvefinalist    | –                       |    |    | Bree BBC                 |
| 2008–09 | 2    | 2e Nationale  | 1    | Kampioen        | –                | –                       |    |    | Bree BBC                 |

## Teams

#### Seizoen 1996-1997
| Nº | Positie | Speler           | Nationaliteit | extra info |
| -- | ------- | ---------------- | ------------- | ---------- |
| ?  | ?       | Dirk D'Haese     | BE            |            |
| ?  | ?       | Duane Simpkins   | USA           |            |
| ?  | ?       | Stéphane Gazetta | FR            |            |
| ?  | ?       | Okke Te Velde    | NL            |            |
| ?  | ?       | Rob Korthout     | NL            |            |
| ?  | ?       | Chris Van Dinten | NL            |            |
| ?  | ?       | David Cully      | USA           | Out        |
| ?  | ?       | Herb Baker       | USA           | In         |
| ?  | ?       | Keith Scales     | ?             |            |

#### Seizoen 1997-1998
| Nº | Positie | Speler           | Nationaliteit | extra info  |
| -- | ------- | ---------------- | ------------- | ----------- |
| ?  | ?       | Marcus Campbell  | USA/BE        |             |
| ?  | ?       | Roel Moors       | BE            |             |
| ?  | ?       | Rob Preston      | USA           | out         |
| ?  | ?       | Maury Selvin     | USA           | in / out    |
| ?  | ?       | Danny Strong     | USA           | in          |
| ?  | ?       | Paul Bayer       | BE            | injured     |
| ?  | ?       | Richard Aigner   | USA           | in          |
| ?  | ?       | Dirk D'Haese     | BE            |             |
| ?  | ?       | Okke Te Velde    | NL            |             |
| ?  | ?       | Rob Korthout     | NL            |             |
| ?  | ?       | Chris Van Dinten | NL            |             |
| ?  | ?       | Mathieu Ten Dam  | NL            |             |
| ?  | ?       | Axel Boeynaems   | BE            | jeugdspeler |
| ?  | ?       | Karim Vranken    | BE            | jeugdspeler |

Coach: Paul Vervaeck

#### Seizoen 1998-1999
| Nº | Positie | Speler                 | Nationaliteit | extra info |
| -- | ------- | ---------------------- | ------------- | ---------- |
| ?  | ?       | Patrick Savoy          | USA           |            |
| ?  | ?       | Danny Herman           | BE            |            |
| ?  | ?       | Stefan Sappenberghs    | BE            |            |
| ?  | ?       | Richard Aigner         | USA           |            |
| ?  | ?       | Rob Korthout           | NL            | injured    |
| ?  | ?       | Neville Austin         | USA           | in         |
| ?  | ?       | Tom Johnson            | USA           |            |
| ?  | ?       | Marcus Campbell        | USA           |            |
| ?  | ?       | Philippe Von Buchwaldt | DE            |            |
| ?  | ?       | Axel Boeynaems         | BE            |            |
| ?  | ?       | Salvatore Paletta      |               |            |
| ?  | ?       | Pascal Meurs           | BE            |            |
| ?  | ?       | Nicols Jordanov        |               |            |
| ?  | ?       | Steven Kantoch         |               |            |
| ?  | ?       | Wouter Engelen         | BE            |            |

Coach: Paul Vervaeck

#### Seizoen 1999-2000
| Nº | Positie | Speler                 | Nationaliteit | extra info |
| -- | ------- | ---------------------- | ------------- | ---------- |
| 4  | G       | Sébastien Maïo         | BE            |            |
| 5  | G       | Gary Terclavers        | BE            |            |
| 6  | C       | Joel Goijens           | BE            |            |
| 7  | G       | Danny Herman           | BE            |            |
| 8  | F       | Stefan Sappenberghs    | BE            |            |
| 9  | F       | Kojo Mensah-Bonsu      | USA           |            |
| 10 | G       | Melvin Watson          | USA           |            |
| 11 | F       | Diederik Bots          | BE            |            |
| 12 | C       | Philippe Von Buchwaldt | FR/USA        |            |
| 13 | F       | Eric Hinrichsen        | IE/CA         |            |
| 14 | F       | Dwayne Morton          | USA           | in         |
| 14 | C       | Marcus Campbell        | USA           | injured    |
| 15 | F       | Tom Van Camp           | BE            |            |

Coach: Paul Vervaeck

#### Seizoen 2000-2001
| Nº | Positie | Speler          | Nationaliteit | extra info |
| -- | ------- | --------------- | ------------- | ---------- |
| 4  | G       | Jan Van Hoecke  | BE            |            |
| 5  | G       | Gary Terclavers | BE            |            |
| 6  | G       | Jason Perez     | USA           |            |
| 7  | G       | Danny Herman    | BE            |            |
| 8  | C       | Stuart Robbins  | GB            |            |
| 9  | F       | Diederik Bots   | BE            |            |
| 9  | C       | Joel Goijens    | BE            |            |
| 10 | G       | Melvin Watson   | USA           |            |
| 11 | F       | Joeri Moonen    | BE            |            |
| 12 | F       | Chris Fite      | USA/GB        |            |
| 13 | F       | Eric Hinrichsen | IE/CA         |            |
| 14 | C       | Todd Cauthorn   | USA/GB        |            |
| 15 | F       | Tom Van Camp    | BE            |            |

Coach: Paul Vervaeck